# Joaquim Galdino Pimentel
Joaquim Galdino Pimentel (? — ?) foi um político brasileiro.
Foi presidente da província de Mato Grosso, nomeado por carta imperial de 26 de setembro de 1885, tendo presidido a província de 5 de novembro de 1885 a 9 de novembro de 1886. Foi também presidente da província do Rio Grande do Sul, nomeado por carta imperial de 17 de novembro de 1888, de 8 de dezembro de 1888 a 24 de junho de 1889.